# Loco Mía (canción)
Loco Mía o Locomia es una canción del grupo de electro-pop español Loco Mía. Fue escrito por C.S. Twerdy, Cheni Navarro y los mismos Loco Mía.

## Antecedentes y lanzamiento
Fue el sencillo de su disco debut Taiyo, publicado a finales de febrero de 1990. La mezcla original de la canción estuvo a cargo de Cheni Navarro y Pedro Vidal. El Maxi single tiene un arte de tapa diseñado con una sesión de fotografía a cargo del retratista español Pablo Pérez-Mínguez, conocido como el fotógrafo de la movida madrileña de los 80s. La sesión de fotos fue realizada en el teatro discoteca Joy Eslava, cedido por Pedro Trapote, según figura en los créditos de la contraportada. El diseño del vestuario está a cargo de Xavier Font, creador del concepto Loco Mía.
La canción esta en la lista de las 100 mejores canciones en español de los 80s según VH1 Latinoamérica, del año 2007 obteniendo la posición #81 del conteo.

## Lista de canciones y ediciones[8]
Los diferentes formatos en los que salió publicado este sencillo:
- Maxi Single Vinilo 12'' 45RPM:: RSM (Rumba Samba Mambo) - Sello: EMI - País: Holanda

| Cara B |                                                                    |                                                               |          |  |
| N.º    | Título                                                             | Compositor                                                    | Duración |  |
| 1.     | «Rumba, Samba, Mambo (Radio Edit)» (Edited By – Adriaan Van Noord) | C.S. Twerdy, Cheni Navarro, Locomia                           | 3:20     |  |
| 2.     | «Loco Mia (UK Remix)» (Remix – Danny Rampling)                     | C.S. Twerdy, Cheni Navarro, Locomia, B. Whittier, Pedro Vidal | 6:05     |  |

- Maxi Single CD: RSM (Rumba Samba Mambo) - Sello: EMI - País: Holanda

| Cara B |                                                                    |                                                               |          |  |
| N.º    | Título                                                             | Compositor                                                    | Duración |  |
| 1.     | «Rumba, Samba, Mambo (Radio Edit)» (Edited By – Adriaan Van Noord) | C.S. Twerdy, Cheni Navarro, Locomia                           | 3:20     |  |
| 2.     | «Loco Mia (UK Remix)» (Remix – Danny Rampling)                     | C.S. Twerdy, Cheni Navarro, Locomia, B. Whittier, Pedro Vidal | 4:30     |  |

- Maxi Single Vinilo 12'' 45RPM:: RSM (Rumba Samba Mambo) - Sello: Parlophone - País: Reino Unido

| Cara B |                                                                                      |                                     |          |  |
| N.º    | Título                                                                               | Compositor                          | Duración |  |
| 1.     | «Loco Mia (The Danny Rampling Remix)» (Engineer: Marco Perry remix – Danny Rampling) | C.S. Twerdy, Cheni Navarro, Locomia | 6:41     |  |

| Cara B |                                  |                                     |          |  |
| N.º    | Título                           | Compositores                        | Duración |  |
| 1.     | «Rumba Samba Mambo (Radio Edit)» | C.S. Twerdy, Cheni Navarro, Locomia | 3:20     |  |
| 2.     | «Loco Mia (UK Remix)»            | C.S. Twerdy, Cheni Navarro, Locomia | 6:05     |  |

- Nota: Discogs.com destaca que la versión Single Vinilo 7'' 45 RPM editado como Promo en USA tiene doble cara A.[9]

Créditos de la contraportada del maxi-single:
- Producción: FTI Music, S.A.
- Dirección y arreglos: C.S. Twerdy, Pedro Vidal (pistas: P. Vidal)
- Edición Digital: Miguel Ángel Cubero por cortesía de Polymúsica
- Mezclado en: DAT Fostex D-20
- Fotos: Pablo Pérez-Mínguez
- Diseño de vestuario: Javier Font